# Интали (Панфіловський район)
Интали́ (каз. Ынталы) — село у складі Панфіловського району Жетисуської області Казахстану. Входить до складу Конироленського сільського округу.
Населення — 564 особи (2021; 652 у 2009, 726 у 1999, 728 у 1989).